# Flávia Luiza de Souza dos Santos
Flávia Luiza de Souza dos Santos (nascida em 4 de setembro de 1982, em Ribeirão Preto) é uma jogadora de basquete brasileira. Tem 1.86m de altura.

## Carreira

### Clubes
Depois de jogar em cinco times diferentes (na ordem: Atlética, BNC/Osasco, Vasco da Gama, Americana e São Caetano) durante a juventude, Flávia fez sua estreia profissional em 1998 no Brasil, com a camisa da Ulbra. A partir de então, mudou-se por diversos países do mundo que a levaram a jogar entre 1998 e 2012 em 17 equipes diferentes em seis países diferentes (na ordem Brasil, Espanha, Itália, Letônia, Suíça e Portugal). Campeonato 1999-2000 no Paraná, 2000-01 em Taschibra / Vasto Verde. Em 2001 mudou-se para o Brasil, em 2002 foi jogar na Europa no campeonato espanhol com o Yaya Maria Breogán. m 2003, retornou ao seu Brasil por um curto período para jogar no São Caetano e depois, novamente, foi para a Espanha para o Pabellón Ourense. Entre 2004 e 2006, disputou dois campeonatos na série italiana A1, o primeiro com o Alghero e o segundo com o Viterbo. De 2006 a 2007, dividiu-se entre o Brasil (primeiro Santo André e depois BMG/São Bernardo) e a Letônia (no TTT Rīga). Inicia a temporada esportiva 2008-09 na Espanha com o Gran Canária e termina na Suíça com o Fribourg. De 2009 a 2011, voltou a jogar no Brasil, uma temporada pela Unimed/Americana e outra pelo Poty Acucar. Em agosto de 2011, mudou-se para Portugal para a AD Vagos.
Na Europa, participou em três edições da EuroCup Women: em 2007  com o TTT Rīga, em 2009  com a Gran Canária ,e em 2012  com o actual CEO Vagos.

### Nacional
Em 2001 (campeonato mundial com o sub 18 e torneio internacional em Washington), em 2002 (Copa América com o sub 21  e a Copa Cidade de Varginha Adulta Feminina) e em 2003 (campeonato mundial sub 21)  colecionou aparições com as equipes juvenis da Seleção Brasileira e, a partir de 2005 (campeonato sul-americano), ingressou na seleção adulta brasileira, participando da Copa de 2007, nos Jogos Desafio Eletrobrás - Brasil x México.

## Prêmios
- Campeonato Sul-Americano sub 18: 1
Brasil 2000
- Medalha de prata do campeonato mundial sub 21: 1
Brasil 2003
- Campeonato Sul-Americano: 1
Brasil 2005